# Anthony Spilotro
Anthony John Spilotro, soprannominato The Ant (Chicago, 19 maggio 1938 – Bensenville, 14 giugno 1986), è stato un mafioso statunitense, noto per i suoi rapporti con l'amico Frank Rosenthal e la mafia di Chicago.
Rappresentava il boss di Chicago Joseph Aiuppa a Las Vegas, durante gli anni settanta ed ottanta. Dalle testimonianze dell'amico Rosenthal, il compito di Spilotro era solo quello di proteggere i profitti illegali ottenuti dai casinò che i mafiosi possedevano in Nevada. Spilotro rimpiazzò il boss di Chicago Marshall Caifano.
La sua biografia venne descritta nel libro Casino: Love and Honor in Las Vegas di Nicholas Pileggi (1995) e nel film Casinò è interpretato da Joe Pesci, dove viene rinominato "Nicky Santoro".

## Biografia

### Esordi
Spilotro venne soprannominato Tony The Ant (cioè la formica) dalla stampa dopo che l'agente dell'FBI William Roemer lo chiamò «quel piccolo parassita». Quarto di sei fratelli, Spilotro nacque e crebbe a Chicago. I suoi genitori, Pasquale (emigrato in America nel 1914, da un piccolo paesino in provincia di Bari (Triggiano) ed Antoinette, lavoravano al Patsy's Restaurant. Mafiosi come Sam Giancana, Jackie Cerone, Gus Alex e Frank Nitti pranzavano regolarmente nel locale, usando inoltre il parcheggio sul retro per incontrarsi.
Con i fratelli John, Vincent, Victor e Michael, Tony venne coinvolto in attività criminali sin dall'infanzia. Un altro fratello di Tony, Pasquale, andò invece al college e divenne un chirurgo orale molto rinomato nell'area di Chicago. Descritto come un bullo a scuola, Tony venne espulso dalla Steinmetz High School di Chicago, all'ultimo anno, e divenne presto noto per una serie di piccoli crimini.

### Spilotro e Rosenthal
Il bookmaker Frank Rosenthal conobbe Spilotro nel 1962, quando questi venne accusato di tentata corruzione di un giocatore di pallacanestro della New York University durante una partita contro la West Virginia University. Per diverso tempo si nutrì anche il sospetto che Spilotro avesse provato a corrompere un giocatore di football dell'università dell'Oregon.
Spilotro entrò presto nel mirino della polizia locale. Venne arrestato diverse volte per la cosiddetta mopery, un termine vago che sta ad indicare il fatto che fosse spesso trovato a camminare per le strade senza una chiara destinazione. Spilotro divenne amico di Vincent Inserro, che lo introdusse nel mondo della mafia di Chicago, capeggiata da uomini come Joseph Aiuppa, James Torello, Joseph Lombardo e William Daddano Sr., dei quali avrebbe presto surclassato il rango.
Spilotro entrò nella cricca di Sam DeStefano, e divenne il protetto di Felix Alderisio e Charles Nicoletti. Spilotro si rese indipendente nel 1963 e per un periodo fece da garante per un Irwin Weiner, ritenuto un socio dei mafiosi.

### Informatori del governo
L'FBI arrestò prima Charles Crimaldi, un socio di Sam DeStefano.
Crimaldi era stato alle dipendenze di DeStefano durante gli anni cinquanta e sessanta. Crimaldi diede delle prove contro Spilotro e DeStefano nel processo sull'omicidio dell'agente immobiliare Leo Foreman del 19 novembre 1963. Sia DeStefano che Spilotro vennero entrambi prosciolti.
Crimaldi confessò anche su ciò che era successo nell'omicidio di William "Action" Jackson. Jackson era un altro scagnozzo di DeStefano ed era stato incriminato nel dirottamento di un mercantile. DeStefano aveva sospettato che Jackson informasse l'FBI in cambio di una condanna minore, dato che Jackson si stava incontrando con degli agenti in un ristorante di Milwaukee, il cui proprietario era Louis Fazio, un socio di DeStefano.
In seguito, Sal Romano, un membro della banda del "buco nel muro", che si specializzò nel disabilitare sistemi d'allarme, divenne un informatore del governo. Romano lavorava alla sorveglianza durante la rapina a mano armata svoltasi alla gioielleria Bertha di Las Vegas. Conoscendo bene Spilotro, suo fratello John ed il partner Herbie Blitzstein, così come il resto della banda del "buco nel muro", Romano diede la dritta diversi mesi prima della rapina: il giorno del furto, i federali aspettavano i criminali proprio all'esterno della gioielleria.
Un amico d'infanzia di Spilotro, Frank Cullotta, ammise che per molti anni aveva fatto il lavoro sporco del suo capo, tra cui gli omicidi del 1962 di James Miraglia e Billy McCartney. Spilotro aveva ordinato gli assassinii dopo che i due uomini avevano rapinato e ucciso tre uomini d'affari in un quartiere di Chicago dove abitavano svariati membri della mafia, un territorio considerato off limits.
Cullotta sfruttò il proprio arresto per salvarsi: divenne in seguito prima un testimone per i federali e dopo una talpa. Nel novembre 1981, Cullotta venne arrestato per un furto passato, in cui era stata svaligiata la casa di una donna. La refurtiva venne trovata nella dimora di Cullotta, il che portò alle accuse di possesso di proprietà rubata. Cullotta fu sospettato anche dell'omicidio del 1979 di un socio dei mafiosi, Sherwin "Jerry" Lisner.
Le autorità scoprirono che Spilotro aveva ordinato al membro della "banda del buco nel muro" Lawrence Neumann di uccidere Cullotta e il suo socio rapinatore, Wayne Matecki.
Cullotta, che aveva pubblicamente ammesso di essere egli stesso un sicario, diede maggiori informazioni sugli omicidi di Miraglia e McCarthy. Neumann provò a pagare una cauzione per Cullotta, così che questi potesse uccidere sia lui che Matecki, ma la polizia non accettò la cauzione, per proteggere Cullotta. Questi ricevette otto anni per il possesso di refurtiva. Nel settembre 1983, Spilotro venne accusato di omicidio e racket a Las Vegas, secondo le testimonianze di Cullotta, ma la polizia non lo fermò.
Nel frattempo, Spilotro veniva processato a Chicago per gli omicidi di Miraglia e McCartney, mentre Neumann venne condannato al carcere a vita nel 1983. Il giudice Maloney non accettò le confessioni di Cullotta come prova per l'arresto e Spilotro venne rilasciato.
Prima di testimoniare alla commissione presidenziale sul crimine organizzato, Cullotta aveva fatto da testimone alla commissione del governatore della Florida sul crimine organizzato ed era apparso ad una sentenza contro il boss di Chicago Joseph Lombardo. Per questo suo ruolo determinante in vari processi, Cullotta servì da consulente tecnico per il film Casinò, di Martin Scorsese.

### Las Vegas
Nel 1971 Spilotro succedette a Marshall Caifano nella rappresentanza della mafia a Las Vegas. Spilotro si riunì al suo amico d'infanzia Frank Rosenthal, che aveva ottenuto diversi casinò controllati dai boss di Chicago, tra cui lo Stardust.
Spilotro e Rosenthal lavorarono fianco a fianco per duplicare i profitti dei casinò (la cosiddetta "scrematura"), che venivano poi mandati in parte ai capi e ad altre famiglie, come quelle di Detroit, Kansas City e Saint Louis. Dal canto suo, Spilotro (con lo pseudonimo di Tony Stuart) ottenne il Circus-Circus Hotel, un hotel della famiglia sulla Strip: diversi film, come Agente 007 - Una cascata di diamanti, sono stati girati all'interno e nei paraggi dell'hotel.
Nel 1971, il proprietario dell'hotel era Jay Sarno, che aveva acquistato la proprietà con 43 milioni di dollari, rubati dal Fondo Pensioni Trasportatori. Nel 1974, il Circus-Circus venne venduto; da un investimento di 70 000 dollari, Spilotro ne guadagnò 700 000. Nel 1972 venne accusato a Chicago dell'assassinio di Leo Foreman, un agente immobiliare che aveva cacciato dal suo ufficio Sam DeStefano nel maggio 1963. Foreman venne invitato a casa del fratello di Sam, Mario, per giocare a carte. Qui, Foreman venne torturato, percosso con una mazza da hockey e mutilato, prima di ricevere un colpo di pistola in testa.
Nel 1976 Spilotro aprì un negozio di gioielli, chiamandolo The Gold Rush, con il bookmaker di Chicago Herbert Blitzstein ed il fratello Michael Spilotro. Il negozio, situato a un isolato dalla Strip, era una gioielleria e un negozio di elettrodomestici, e serviva a Spilotro, suo fratello John e Blitzstein soprattutto per nascondere la refurtiva dei colpi che effettuavano a Las Vegas.
Laddove il compito di Rosenthal era quello di amministrare i casinò, quello di Spilotro era di controllare gli impiegati e il resto del personale coinvolto nella scrematura. Per i suoi atteggiamenti poco ortodossi, però, Spilotro venne inserito nel Libro Nero dalla commissione del gioco d'azzardo del Nevada, nel dicembre 1979: in questa maniera gli veniva vietato di essere fisicamente presente in qualsiasi casinò dello Stato. Spilotro venne inserito nel libro nero dopo la testimonianza di Aladino Fratianno, successiva al suo arresto, avvenuto nel 1977.

### La banda del buco nel muro
Spilotro nel 1976 formò un'associazione a delinquere con il fratello Michael ed Herbert Blitzstein, utilizzando circa otto soci come rapinatori. La cricca divenne nota con il nome di Banda del buco a causa del suo modo di entrare negli edifici, trapanando le mura degli edifici da svaligiare. Oltre al capo Anthony e ai già due citati Michael Spilotro ed Herbert Blitzstein, i membri della banda erano Samuel Cusumano, Joseph Cusumano, Ernie Davino, Lawrence Neumann, Wayne Matecki, Sonny Romano, Leonardo Guardino, Frank Cullotta e il detective Joseph Blasko, che faceva da infiltrato.
In seguito alla rapina fallita al Bertha's del 4 luglio 1981, i membri della banda Cullotta, Blasko, Guardino e Davino, vennero presi in custodia cautelare. Anche Neumann e Matecki vennero arrestati.
Cullotta, Blasko, Guardino, Davino, Neumann e Matecki vennero accusati di furto con scasso, tentato furto con scasso e possesso di attrezzi da scasso. Vennero chiusi nella prigione del dipartimento di polizia di Las Vegas. L'unico membro della banda di Spilotro non arrestato durante il blitz del 4 luglio fu Herbie Blitzstein.
Da questo momento, l'amicizia di Spilotro con Rosenthal si sgretolò, dal momento che Tony iniziò avere una relazione con la moglie di Rosenthal, Geraldine McGee. Nel frattempo, Cullotta divenne testimone dei federali contro Spilotro. Ma le testimonianze non erano sufficienti e Tony venne ancora una volta prosciolto.

### Morte
Entrato nel Libro Nero, Tony divenne involontariamente spiato dai mass media. Dopo avere avuto rapporti sessuali con la moglie di Frank Rosenthal, aveva trasgredito le regole della famiglia: tutto ciò generò una combinazione letale per Spilotro. Alla salita di un nuovo boss a Chicago, Joseph Ferriola, si decise di ucciderlo.
Si ritiene che Tony e suo fratello Michael fossero stati chiamati da Sam Carlisi per incontrarsi in una capanna di caccia appartenente al boss Joseph Aiuppa. Gli Spilotro vennero brutalmente presi a colpi di mazza da baseball e poi seppelliti in un campo di cereali a Enos, in Indiana. Tony e Michael vennero riconosciuti solo tramite le impronte dentali. Nel 2007, il sicario della mafia Nick Calabrese ha testimoniato, durante un processo a Chicago, che i fratelli vennero uccisi a Bensenville, in Illinois, in una casa dove pensavano che Michael sarebbe stato introdotto ufficialmente nel giro.
Con un'autopsia effettuata sui corpi rinvenuti, si è stabilito che all'interno dei polmoni era presente sabbia: ciò portò gli esaminatori dell'FBI a concludere che i fratelli fossero stati sepolti vivi. Nessuno venne incolpato sino al 25 aprile 2005, quando 14 membri del giro di Chicago vennero accusati di 18 omicidi, tra cui quello degli Spilotro.
Tra i sospettati dell'omicidio vi sono anche Albert Tocco, che venne condannato a 200 anni dopo che la moglie Betty testimoniò contro di lui nel 1989. La donna affermò che il giorno dell'omicidio degli Spilotro venne chiamata per dare un passaggio a Tocco a un miglio da dove più tardi saranno rinvenuti i corpi dei due fratelli. Disse che Tocco aveva i vestiti sporchi di sabbia. Secondo la testimonianza di Betty Tocco erano implicati nell'omicidio anche Nicholas Guzzion, Dominick Palermo e Albert Rovero.
Un altro sospettato fu Frank Schweihs, un rapinatore e sicario dei boss di Chicago con due condanne per omicidio: oltre a quello degli Spilotro, era sospettato di altri 71 omicidi, tra cui quello di Allen Dorfman e quello della sua ex fidanzata.
Sotto protezione testimoni, Nick Calabrese ammise di aver preso parte alla pianificazione di 14 omicidi, tra cui quello dei fratelli Spilotro.

### Omicidi
Spilotro era implicato negli omicidi di Bill McCartney e James Miraglia. In seguito all'arrivo di Spilotro, a Las Vegas si assistette ad un incremento di omicidi del 70%. Le due vittime erano in debito con il boss di Anthony, Sam DeStefano. I loro corpi vennero rinvenuti il 15 maggio 1962 nel portabagagli di un'auto nel Southwest Side di Chicago. Entrambi i cadaveri erano stati percossi e le loro gole erano recise.
Dalle lesioni di McCartney, sembra che la sua testa fosse stata posta in una morsa che gli fece sgusciar fuori l'occhio, presumibilmente per persuaderlo a rivelare dove fosse nascosto Miraglia.
Spilotro potrebbe essere stato coinvolto anche nel tentato omicidio (avvenuto tramite una bomba) di "Lefty" Rosenthal del 4 ottobre 1982. Venne incriminato anche per l'omicidio di Sam DeStefano del 15 aprile 1973, nonostante Sam stesso, suo fratello Mario e Spilotro fossero davanti al giudice per l'omicidio di Leo Foreman. Si sospetta anche che Spilotro abbia ucciso l'ereditiera Tamara Rand, che iniziava a disturbare gli interessi del casinò e del proprietario apparente, Allen Glick; per lo stesso omicidio venne convocato anche Allen Dorfman del Fondo Pensioni Trasportatori, nel 1984.
Danny Siefert venne ucciso da Spilotro nel settembre 1974, dinanzi alla moglie e alla figlia.
Quando Spilotro ottenne il controllo di Las Vegas, uccise Frank "The Bomp" Bompensiero. Bompensiero era il consigliere della "Mickey Mouse Mafia" (la Cosa Nostra californiana), ma si trovò a collaborare con l'FBI e venne additato come un ostacolo dai boss del Midwest. Si vociferava anche che Spilotro avesse tramato l'omicidio di Sam Giancana. L'FBI crede che Spilotro fosse anche coinvolto nell'omicidio di William "Action" Jackson, che lavorò per DeStefano negli anni cinquanta e sessanta. Jackson venne ucciso a colpi di martello in volto e con delle scariche elettriche ai testicoli, che gli causarono gravissime lesioni. Dopo tre giorni di sofferenze, Jackson morì a causa delle numerose ferite.